# 高安検修センター
高安検修センター（たかやすけんしゅうセンター）は、大阪府八尾市にある近畿日本鉄道の車両検査施設。近鉄大阪線高安駅構内の西側に位置する。

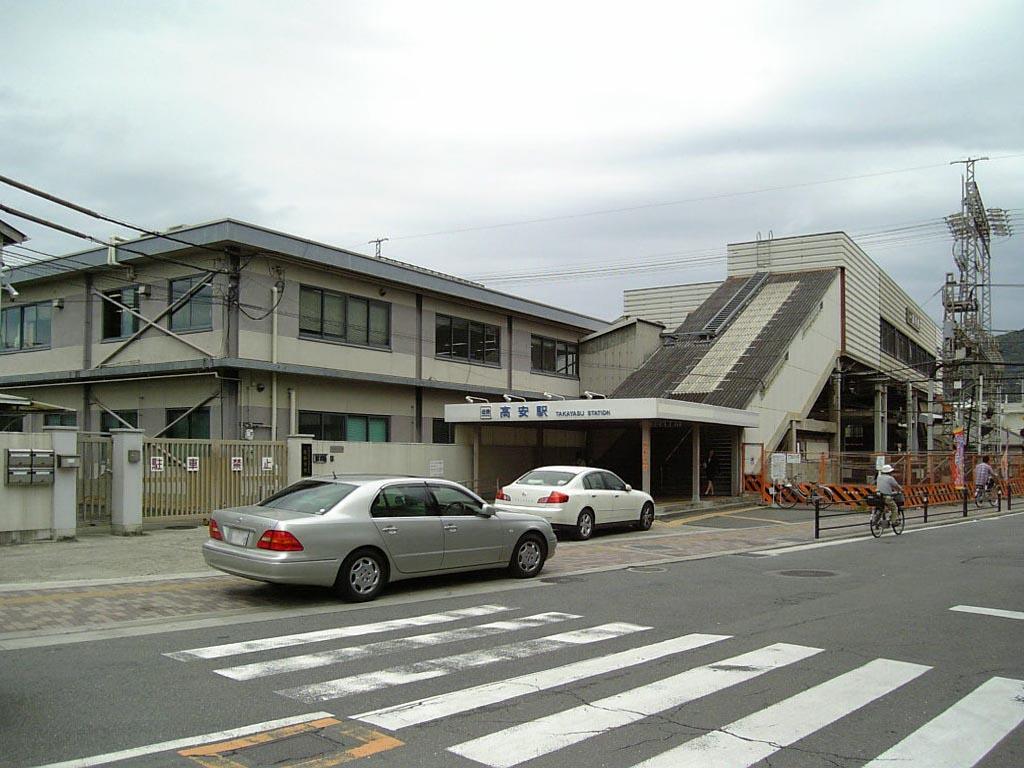
高安駅西口付近に立地しており、きんてつ鉄道まつり開催時には左側にある資材搬入口が会場の出入り口となる。

## 沿革
1930年に参宮急行電鉄の開業に合わせて高安工場として開設され、車両の全般検査などを担当していたが、1982年に、新たに設置された五位堂検修車庫に全般検査・重要部検査を移管し、旧高安工場は1997年に設備改良を行なって高安検修センターとして発足した。開設以降、新車の搬入と車体更新工事、廃車時の解体作業が行われている。開設以来旧上本町営業局が運営していたが、2003年の機構変更では大阪輸送統括部の運転車両部に、さらに2006年の機構変更では大阪輸送統括部の工機部の運営に変更されている。現在の作業は工機部所属者と、2001年に技術部門一部分社化により改称設立された近鉄車両エンジニアリング（旧近畿日本工機）社員によって行なわれている。なお、工機部は五位堂検修車庫と塩浜検修車庫も管轄する。

## 業務内容
近畿車輛で完成した新車の搬入（同社からはトレーラーで陸送）と車体更新工事、廃車時の解体作業が主な業務である。既存車両の車体更新工事は特急用車両の全てと、東花園車庫・西大寺車庫所属の奈良線・京都線車両、高安車庫所属の大阪線車両、東生駒車庫所属のけいはんな線の車両が対象である。
2006年以降は、上記に加えて塩浜検修車庫の検査対象車両の一部も担当している。

## その他
- 尖がった形の検修庫は1930年に開設された当時から存在しており、近鉄の車両検査施設では最も古い。トラバーサーの南側に小さな検修庫がある。
- 1600系1両が構内入換車として現存する。
- 五位堂検修車庫と同様に、普段は非公開であるが、「きんてつ鉄道まつり」の開催時（例年は10月）に一般公開される[3]。
- 高安検車区に隣接している[2]。